# Grand-duché de Lituanie
 (septembre 2023).
Si vous disposez d'ouvrages ou d'articles de référence ou si vous connaissez des sites web de qualité traitant du thème abordé ici, merci de compléter l'article en donnant les références utiles à sa vérifiabilité et en les liant à la section « Notes et références ».
~1236–1253
1263–1569
Entités précédentes :
- Royaume de Lituanie
- Rus' de Kiev
- Principauté de Polotsk
- Principauté de Smolensk
- Royaume de Galicie-Volhynie
- Principauté de Tchernigov

Entités suivantes :
- République des Deux Nations

Le grand-duché de Lituanie (en latin : Magnus Ducatus Lituaniae, en polonais : Wielkie Księstwo Litewskie, ruthène : Великое князство Литовъское) est un État d'Europe orientale qui est souverain dès son apparition vers 1236. À partir de l'année 1385, une série d'accords d'alliance est conclue entre le royaume de Pologne et le grand-duché de Lituanie jusqu'à l'union de Lublin en 1569.
Le grand-duché de Lituanie englobait le territoire de l'actuelle Lituanie et de la Biélorussie, ainsi que, à son apogée territoriale au XIVe – XVIe siècle, une partie centrale, orientale et méridionale de l'Ukraine, des régions occidentales de la Russie, de la Podlachie et de certaines parties de la Moldavie.

## Histoire
Fondée par Mindaugas dans la deuxième moitié du XIIIe siècle, le grand-duché de Lituanie s'accroît au-delà des frontières initiales, acquérant de grandes parties de l'ancienne Rus' de Kiev. Ce processus d'unification de peuples et de nations se généralise à travers le monde, ce sera le cas de la Confédération helvétique en 1291. Pendant son apogée territorial au XVe siècle, sous le règne du roi Vytautas le Grand, il s'étend des rives de la mer Baltique à celles de la mer Noire, couvrant le territoire de la Lituanie actuelle, de la Biélorussie, de l'Ukraine et de la Transnistrie, ainsi que des régions actuelles de Pologne et de Russie. Acceptant l'union de Krewo en 1385, le grand-duché de Lituanie conclut une union personnelle avec le royaume de Pologne. En 1569, l'union de Lublin intègre le grand-duché dans la république des Deux Nations. Dans la fédération, le grand-duché a un gouvernement séparé, avec une législation, une armée, et son propre trésor. En 1795, la fédération est dissoute lors d'un des partages de la Pologne au profit de la Russie impériale, de la Prusse et de l'Autriche.
Le grand-duché de Lituanie était un État balte qui s'est étendu dans le vide laissé par la chute de l'Empire mongol. Puis il était devenu un État multinational contenant différentes ethnies et religions. Les païens de la Baltique qui deviendront catholiques, appelés Lituaniens, ont acquis la Ruthénie orthodoxe, qui au XVIIIe siècle séparait les nations ukrainiennes et biélorusses. Plus tard, à cause de la politique du grand-duché, une nouvelle Église a vu le jour en Ruthénie : l'Église grecque-catholique ruthène. Elle a aujourd'hui pratiquement disparu du fait de la politique de la Russie impériale fin XVIIIe-début XIXe siècle. Dans le grand-duché de Lituanie vivaient aussi beaucoup de Polonais, de Juifs, d'Arméniens, d'Allemands… Ces peuples contribuèrent à la diversité culturelle et politique du grand-duché. Le caractère multinational de cet État et la philosophie cosmopolite de ses élites après la fin du XIVe siècle ont fait éclater un débat à propos du legs national du grand-duché de Lituanie aux XIXe et au XXe siècle. Ce débat a impliqué plus particulièrement les historiens polonais, russes, lituaniens et biélorusses et s'est introduit dans les politiques nationales. Ce débat a culminé durant les guerres d'indépendance de 1917 à 1920 et a contribué à beaucoup de disputes locales comme celle de la ligne Curzon ou les politiques en Lituanie centrale.
Cependant, le nombre de personnes qui se considèrent comme Lituaniens a baissé avec l'adoption de la culture et de la langue polonaise qui semblait plus sophistiquée. Par la suite, la majorité des nobles du grand-duché se considéraient comme Polonais. Le nationalisme lituanien a connu un renouveau au XIXe siècle. Depuis, le terme est associé dans la plupart des cas avec les gens parlant lituanien.
Le grand-duché de Lituanie commença son expansion sous le règne du grand-duc Mindaugas. Mindaugas a été baptisé en 1251 puis couronné roi de Lituanie en 1253. Après sa mort éclatèrent des combats entre les ducs lituaniens mais l'État survécut.

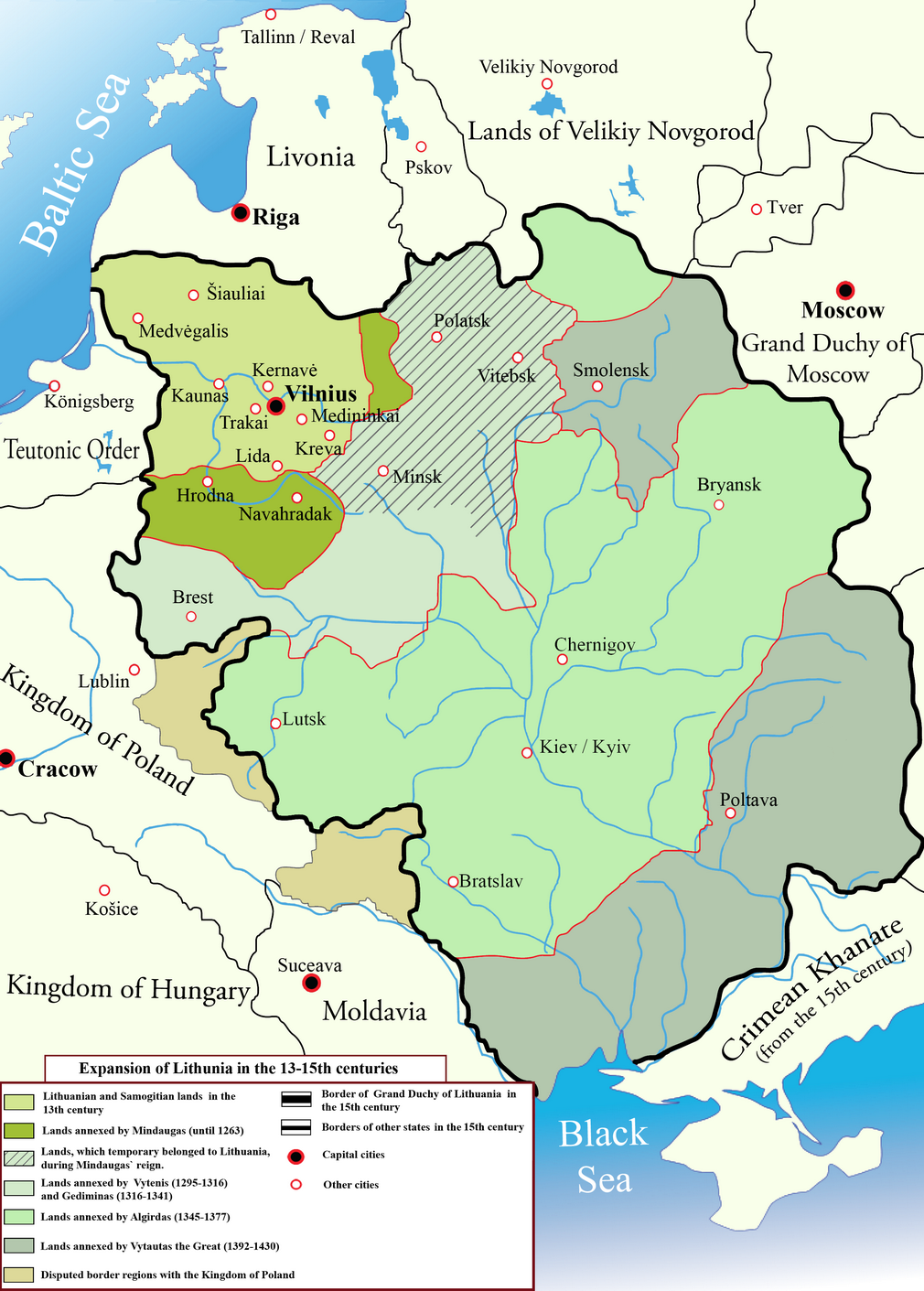
Expansion du Grand duché de Lituanie du.

Le duché s'agrandit vers le sud et vers l'est en incorporant une grande part de la Ruthénie. L'expansion atteignit son sommet sous Gediminas, qui créa un gouvernement centralisé fort et établit un empire qui s'étendit de la mer Noire à la mer Baltique. La facilité avec laquelle la Lituanie construisit son empire peut être attribuée aux compétences politiques et diplomatiques des grands-ducs lituaniens mais aussi à la faiblesse des principautés ruthéniennes. La Lituanie était dans une position idéale pour prendre l'ascendant sur les Slaves de l'Est. Alors que presque tous les États aux alentours avaient été pillés ou défaits par les Mongols, leurs hordes n'avaient jamais été aussi loin au nord que la Lituanie. L'expansion de la Lituanie a aussi été accélérée par le faible contrôle que les Mongols avaient sur les territoires qu'ils avaient conquis (la Ruthénie n'a jamais été directement incorporée dans la Horde d'or ; elle a toujours été un État vassal avec un certain degré d'indépendance). L'expansion de la Lituanie s'est produite à un moment idéal où elle pouvait s'étendre sans rencontrer beaucoup de résistance en Ruthénie, l'opposition se résumant à celle des Mongols.
L'État lituanien n'a pas seulement été construit par des opérations militaires. Son existence a toujours été dépendante de la diplomatie comme des armes. La majorité des villes annexées n'ont jamais été défaites mais ont accepté d'être des vassales de la Lituanie. Puisque la plupart des habitants étaient vassaux de la Horde d'Or ou de la Moscovie, la ville ne décidait pas d'abandonner son indépendance mais plutôt de passer d'une domination à une autre. Cela a été le cas de Novgorod qui a souvent fait partie du grand-duché sans que les armées lituaniennes attaquent la ville. Le contrôle de la ville par les Lituaniens a été le résultat de luttes intestines dans la ville qui tentait de sortir de l'influence de la Moscovie. Pourtant, cette méthode de construction de l'État était instable. Les changements de politique intérieure pouvaient faire sortir la cité du contrôle du grand-duché, comme cela s'est passé de nombreuses fois pour Novgorod et d'autres villes de Ruthénie.

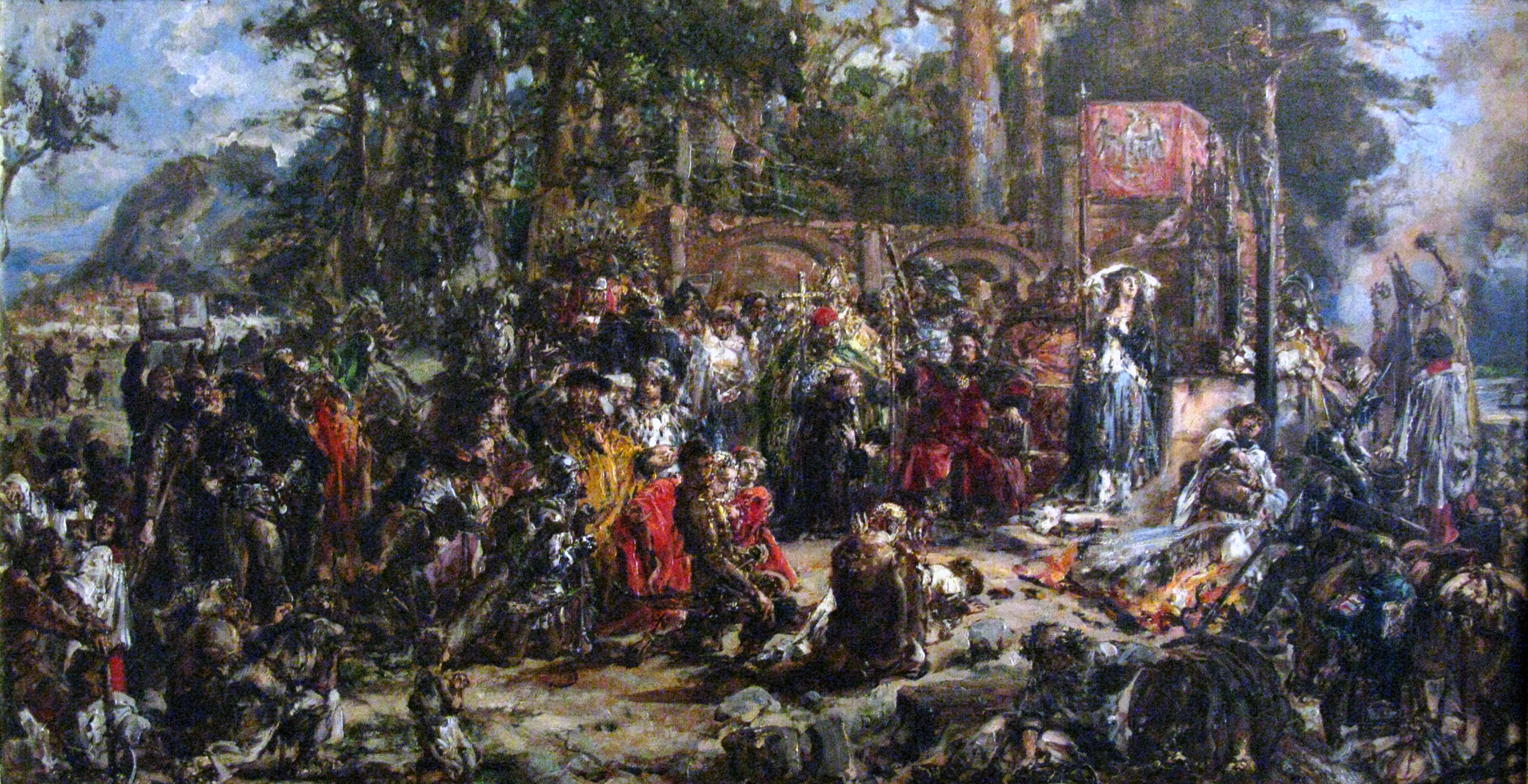
Christianisation de la Lituanie en 1387.
Huile sur toile de Jan Matejko, 1889, Palais royal de Varsovie.

La Lituanie a atteint son apogée sous Vytautas le Grand, qui régna de 1392 à 1430. La Moscovie s'est posée en rival de la Lituanie avec une expansion rapide. Après l'annexion de Novgorod en 1478, la Moscovie est devenue incontestablement l'État le plus puissant du Nord-Est de l'Europe. Entre 1492 et 1508, Ivan III saisit une part des terres de l'ancienne Ruthénie à la Lituanie. La perte de ces terres au profit de la Moscovie et la pression constante de l'État russe en expansion constituèrent de réelles menaces de destruction du grand-duché de Lituanie. Il fut contraint de former des alliances avec la Pologne jusqu'à ce que les deux États forment la république des Deux Nations par l'union de Lublin de 1569. Le grand-duché de Lituanie a gardé beaucoup de droits dans cette fédération (comme des gouvernements distincts, trésor et l'armée) jusqu'à ce que la Constitution polonaise du 3 mai 1791 soit votée.
Les langues diplomatiques du grand-duché de Lituanie étaient le ruthène, de slave de la Chancellerie par les Lituaniens), le latin et le polonais.
Bien que l'usage du lituanien pour gérer l'État après Vytautas et Jogaila (respectivement fils de Kęstutis et de Algirdas) soit discutable, il est prouvé que le roi de Pologne et grand-duc de Lituanie, Alexandre Ier, pouvait comprendre et parler le lituanien, mais après lui il n'y a plus de preuves.
De plus, lorsque le nationalisme n'existait pas, les nobles qui migraient de ville en ville avaient l'habitude de s'adapter aux coutumes et à la religion de leur nouvelle résidence. Par conséquent, les nobles lituaniens qui s'installèrent dans des régions slaves abandonnèrent leur culture en quelques générations. Mais il n'y a aucune information sur la langue qu'ils utilisaient dans leur vie quotidienne.

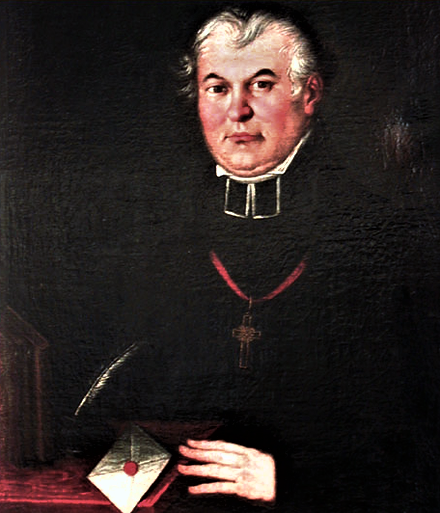
Konstantinas Sirvydas (1579-1631) - le pionnier de la lexicographie et littérature lituanienne.

Au début de l'État, les Lituaniens constituaient 70 % de la population. Avec l'acquisition de terres slaves, cette part a atteint 50 % puis 30 %. Les autres composantes en étaient les Lituaniens Juifs, les Tatars. Dans les dernières heures du grand-duché, les Slaves constituaient la grande majorité de la population et les langues slaves étaient utilisées pour écrire les lois.

## Armée
Malgré le fait que la Lituanie ait acquis ses territoires en Ruthénie principalement de manière pacifique, le grand-duché pouvait compter sur une force militaire en cas de besoin. C'était la seule puissance en Europe de l'Est qui pouvait rivaliser avec la Horde d'or. Lorsque celle-ci a voulu limiter l'expansion lituanienne, les Mongols ont été repoussés la plupart du temps. En 1333 et en 1339, les Lituaniens les ont défaits alors qu'ils tentaient de reprendre Smolensk. 
Durant cette période, les victoires mongoles apparaissent provisoires. en 1399, leur victoire n'a pas permis l'arrêt de l'expansion lituanienne vers la mer Noire. Grâce à l'influence lituanienne, les Mongols n'ont pu piller la partie Nord-Ouest de la Russie. Ainsi, les cités de Smolensk, Pskov, Novgorod, et Polacak n'ont jamais été ravagées.
L'armée du grand-duché de Lituanie a apporté quelques innovations à l'art militaire[Lesquelles ?].

## Religion
Après le baptême en 1251 et le couronnement du roi Mindaugas en 1253, la Lituanie fut reconnue comme un État chrétien jusqu'en 1263, lorsque Mindaugas encouragea une révolte en Courlande et, ce faisant (selon l'ordre germanique), renonçait à sa chrétienté.
La 7 avril 1331, se déroule la bataille de Woplauken (en) (Woplawki) opposant l'Ordre Teutonique et les troupes de Vytenis, grand-duc de Lituanie. Elle est le plus sanglant épisode de la croisade lituanienne (1283-1422).
Jusqu'en 1386, les nobles lituaniens avaient leur propre religion qui était un paganisme fondé sur la déification des phénomènes naturels. La population lituanienne était très pieuse. Jusqu'au XVIIe siècle, on trouve des restes de ces croyances, comme le fait de nourrir les couleuvres ou d'apporter de la nourriture sur la tombe des ancêtres. Les terres des actuelles Biélorussie et Ukraine, ainsi que les ducs de ces régions, étaient chrétiens orthodoxes (grecs-catholiques après l'union de Brest). Bien que les croyances païennes fussent assez fortes en Lituanie pour survivre aux missions et aux ordres militaires, elles finirent par succomber. En 1386, la Lituanie se convertit au catholicisme, alors que la plupart des terres de Ruthénie restèrent orthodoxes.

## Législation

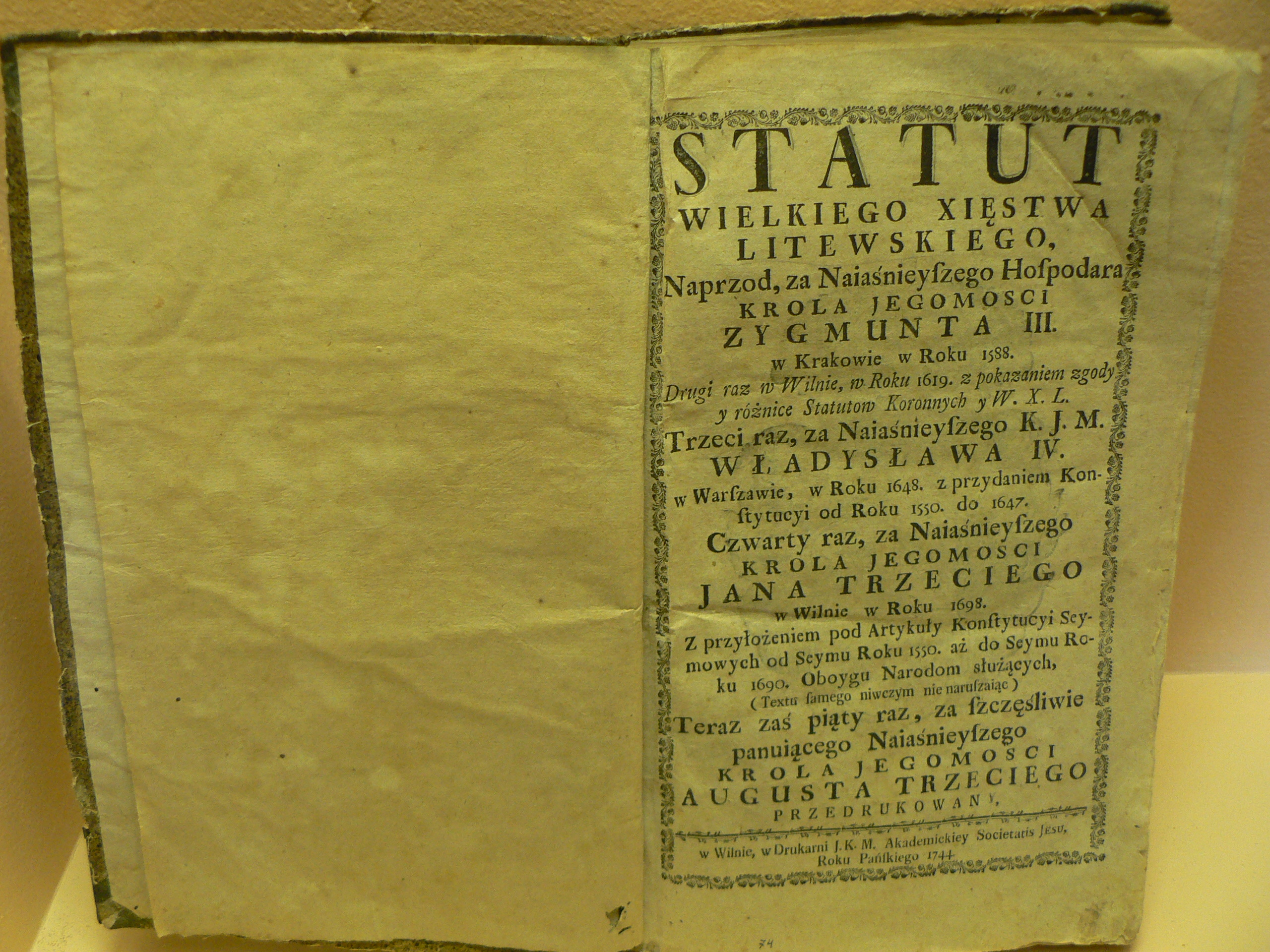
Statuts du grand-duché de Lithuanie.

D'après certains historiens (russes, pour la plupart), l'un des principaux effets de la loi lituanienne était les divisions ethniques parmi les habitants de l'ancien Rus' de Kiev. De ce point de vue, la création du grand-duché de Lituanie a joué un rôle majeur dans la division entre les Slaves de l'Est. Après la conquête de la Ruthénie par les Mongols, ces derniers ont tenté de garder les Slaves de l'Est unifiés et arrivèrent à conquérir la majeure partie de la Ruthénie.
L'assujettissement des Slaves orientaux par deux puissances créa des différences substantielles qui demeurent encore aujourd'hui. Selon cet avis, alors que sous le Rus' de Kiev, il y avait des différences régionales importantes, c'est l'annexion par la Lituanie de la majorité des terres méridionales et occidentales de la Ruthénie qui mena à la division permanente des Ukrainiens, Biélorusses et Russes.
Cette position est très controversée, car sur les mêmes bases, on peut dire que la création d'un État russe indépendant est dû au fait que la Moscovie est restée sous la domination culturelle et politique des Mongols. De ce point de vue, la raison des divisions parmi les habitants de la Ruthénie était plutôt l'influence mongole en Moscovie que l'influence lituanienne sur d'autres parties de la Ruthénie.
De plus, les divisions ethniques et linguistiques parmi les habitants de la Ruthénie n'ont pas été initiées par la séparation de cette zone entre les Mongols et la Lituanie. Ces divisions sont antérieures à la création du grand-duché de Lituanie. Finalement, jusqu'au XXe siècle, les frontières ethniques et linguistiques entre Ukrainiens, Biélorusses et Russes n'ont jamais coïncidé avec les frontières politiques.
Malgré ce qui précède, la Lituanie a été un royaume sous Mindaugas Ier, qui a été conditionnellement couronné par le pape Innocent IV en 1253. Gediminas et Vytautas le Grand ont aussi porté le titre de roi, même s'ils n'ont jamais été couronnés. Une tentative de restauration de la monarchie au profit du prince allemand Guillaume d'Urach avorta en 1918.